# Hüseyin Atıcı
Hüseyin Atıcı (né le 3 mai 1986 à Tirebolu) est un athlète turc, spécialiste du lancer de poids.
Lors des championnats de club turcs à Ankara, il porte le record national turc à 20,42 m, le 5 juin 2012, pour à la fin du mois, terminer au pied du podium lors des Championnats d'Europe d'athlétisme 2012.